# Esencialismo de género
El esencialismo de género es una teoría que atribuye cualidades intrínsecas y distintivas a mujeres y varones. Basada en el esencialismo, sostiene que existen ciertas características de género universales, innatas y de base biológica (o psicológica) que están en la raíz de muchas de las diferencias grupales observadas en el comportamiento de ambos sexos.
En la civilización occidental, se sugiere en escritos que se remontan a la antigua Grecia. Con el advenimiento del cristianismo, el modelo griego anterior se expresó en discusiones teológicas como la doctrina de que hay dos sexos distintos, masculino y femenino, creados por Dios, y que los individuos son inmutablemente uno u otro. Esta visión se mantuvo en gran medida sin cambios hasta mediados del siglo XX. Esto cambió el lugar del origen de las diferencias esenciales de la religión a la biología, en palabras de Sandra Bem, «de la gran creación de Dios [a] su equivalente científico: la gran creación de la evolución», pero la creencia en un origen inmutable no había cambiado.
A mediados del siglo XX se propusieron alternativas al esencialismo de género. Durante la segunda ola del feminismo, Simone de Beauvoir y otras académicas feministas de las décadas de 1960 y 1970 teorizaron que las diferencias de género eran construcciones sociales. En otras palabras, las personas se adaptan gradualmente a las diferencias de género a través de su experiencia del mundo social. Más recientemente, Judith Butler teorizó que el género se construye performativamente. Si bien muchos teóricos lo rechazan, el esencialismo de género arroja luz sobre las construcciones sociales en torno al género que se encuentran en la sociedad, así como sobre las opiniones sociales sobre el sexo y la sexualidad.

## Reclamos
La teoría esencialista de género del género normal se basa en la idea de que sólo hay dos géneros: masculino y femenino. Esta afirmación es analizada por Monique Wittig en su artículo No se nace mujer. En el, la principal afirmación de Wittig contradice el esencialismo de género, afirmando (en el caso específico de la mujer) que no existe un grupo «natural» de mujeres y que esta idea se basa en la opresión patriarcal, el sexismo y la homofobia.
La tesis esencialista de género sobre la masculinidad postula que los hombres son dominantes y las mujeres sumisas. Sandra Bem analiza esta tesis y sus raíces en su libro de 1993, The Lenses of Gender: Transforming the Debate on Sexual Inequality. Ella también analiza cómo se perciben las diferencias de género en la sociedad y cómo las visiones patriarcales y las tesis de la biología trabajan juntas para «reproducir el poder masculino».

## En la religión
La dicotomía varón-mujer ha sido un factor importante en la mayoría de las religiones. En las religiones abrahámicas la diferencia se establece desde el origen de los tiempos, con la expresión bíblica de Adán y Eva «…a imagen de Dios los creó; varón y hembra los creó», indicando que la diferencia fue instituida por Dios. Algunos discuten si este versículo es una expresión de esencialismo de género o una referencia a la humanidad en su conjunto.

### Religión y biología
El esencialismo de género ha sido fuertemente influenciado tanto por la religión como por la ciencia, siendo la religión el razonamiento principal detrás del esencialismo de género hasta mediados del siglo XIX. El razonamiento finalmente cambió de la religión a la ciencia, pero todavía apoyaba el mismo pensamiento esencialista.

## En la biología
La tesis esencialista de género de la biología sostiene que las diferencias de género tienen su raíz en la naturaleza y la biología. Las opiniones históricas basadas en el esencialismo de género sostienen que existen causas biológicas para las diferencias entre hombres y mujeres, como que las mujeres den a luz y los hombres salgan a cazar. Esta afirmación es analizada en detalle por Emily Martin en su artículo Medical Metaphors of Women's Bodies: Menstruation and Menopause.  En su artículo, Martin examina algunas de las opiniones históricas que utilizaban la biología para explicar las diferencias entre mujeres y hombres. Una opinión popular en la antigua Grecia era que los hombres eran superiores a las mujeres porque podían sudar sus toxinas mientras que las mujeres tenían que menstruar para deshacerse de sus toxinas.
En 1975, el biólogo Edward O. Wilson afirmó que «tanto el comportamiento humano y social como la organización humana» están codificados en los genes humanos. Más tarde, añadió más detalles a esta afirmación, utilizando el ejemplo de la reproducción y cómo «un macho puede fecundar a muchas hembras, pero una hembra puede ser fecundar solo por un macho».

### Biologismo
El biologismo es una forma particular de esencialismo que define la esencia de las mujeres y los hombres en términos de capacidades biológicas. Esta forma de esencialismo se basa en una forma de reduccionismo , lo que significa que los factores sociales y culturales son los efectos de causas biológicas. El reductivismo biológico «afirma que las diferencias anatómicas y fisiológicas -especialmente las diferencias reproductivas- características de los hombres y las mujeres determinan tanto el significado de la masculinidad y la feminidad como las posiciones apropiadamente diferentes de hombres y mujeres en la sociedad». El biologismo utiliza las funciones de reproducción, crianza, neurología, neurofisiología y endocrinología para limitar las posibilidades sociales y psicológicas de las mujeres de acuerdo con límites establecidos biológicamente. Afirma que la ciencia de la biología constituye una definición inalterable de la identidad, que inevitablemente «equivale a una forma permanente de contención social para las mujeres».
El naturalismo también forma parte del sistema del esencialismo, en el que se postula una naturaleza fija para las mujeres a través de fundamentos teológicos u ontológicos más que biológicos. Un ejemplo de esto sería la afirmación de que la naturaleza de las mujeres es un atributo dado por Dios, o las invariantes ontológicas del existencialismo sartreano o del psicoanálisis freudiano que distinguen los sexos en la «afirmación de que el sujeto humano es de algún modo libre o de que la posición social del sujeto es una función de su morfología genital». Estos sistemas se utilizan para homogeneizar a las mujeres en una categoría singular y fortalecer una binariedad entre hombres y mujeres.

### Desarrollo infantil
Las categorías sociales, como el género, a menudo se esencializan no solo por los adultos, sino también por los niños, ya que se les inculca a estos últimos las creencias esencialistas sobre las preferencias e indicios de género. Los defensores del esencialismo de género sugieren que los niños de entre 4 y 10 años muestran una inclinación por apoyar la función de la naturaleza en las propiedades de los estereotipos de género decisivos, una «preferencia temprana para considerar las categorías de género como lo predictivo de la necesidad» que poco a poco disminuye a medida que pasan los años de educación primaria. Otro indicador del esencialismo de género en el desarrollo infantil es el modo en que empiezan a utilizar la manifestación del esencialismo como una herramienta para razonar y percibir los estereotipos de género desde los 24 meses.

## Construcción social del género

#### Judith Butler y la performatividad de género
La teoría de la performatividad de género de Judith Butler puede verse como un medio para mostrar «las formas en que las concepciones reificadas y naturalizadas de género podrían entenderse como constituidas y, por lo tanto, capaces de constituirse de manera diferente». Butler utiliza la teoría fenomenológica de los actos propugnada por Edmund Husserl, Maurice Merleau-Ponty y George Herbert Mead, que busca explicar la manera mundana en la que «los agentes sociales constituyen la realidad social a través de los gestos del lenguaje y toda clase de signo social simbólico», para crear su concepción de la performatividad de género. Esta comienza citando a Simone de Beauvoir:

«... no se nace mujer, se llega a serlo».

Esta afirmación distingue el sexo del género, lo que sugiere que el género es un aspecto de la identidad que se adquiere gradualmente. Esta distinción entre sexo, como los aspectos anatómicos y fácticos del cuerpo femenino, y el género, como el significado cultural que forma el cuerpo y los diversos modos de articulación corporal, significa que «ya no es posible atribuir los valores o funciones sociales de las mujeres a la necesidad biológica». Butler interpreta esta afirmación como una apropiación de la doctrina de los actos constitutivos de la tradición de la fenomenología. A través de esta comprensión, Butler concluye que «el género no es de ninguna manera una identidad estable o fuente de acción de donde proceden diversos actos; en cambio, es una identidad constituida débilmente en el tiempo: una identidad instituida a través de la esterilización del cuerpo y, por lo tanto, debe entenderse como la manera mundana en la que los gestos, movimientos y representaciones corporales de diversos tipos constituyen la ilusión de un yo de género permanente». Candace West y Sarah Fenstermaker también conceptualizan el género «como un logro rutinario, metódico y continuo, que involucra un complejo de actividades perceptuales, interaccionales y micropolíticas que arrojan particulares búsquedas como expresiones de 'naturalezas' varoniles y femeninas» en su obra de 1995 Doing Difference.
Esto no significa que se niegue la naturaleza material del cuerpo humano, sino que se reencuentre como algo separado del proceso por el cual «el cuerpo adquiere significados culturales».  Por consiguiente, la esencia del género no es natural porque el género en sí mismo no es un hecho natural. El género es el resultado de la sedimentación de actos corporales específicos que se han inscrito a través de la repetición y rearticulación a lo largo del tiempo en el cuerpo.

«Si la realidad del género está constituida por su propia interpretación, entonces no existe el recurso a un 'sexo' o 'género' esencial que las interpretaciones de género aparentemente manifiestan».